# Anaea polycarmes
Anaea polycarmes är en fjärilsart som beskrevs av Fabricius 1775. Anaea polycarmes ingår i släktet Anaea och familjen praktfjärilar. Inga underarter finns listade i Catalogue of Life.